# Stilli
Stilli (toponimo tedesco) è una frazione di 397 abitanti del comune svizzero di Villigen, nel Canton Argovia (distretto di Brugg).

## Storia

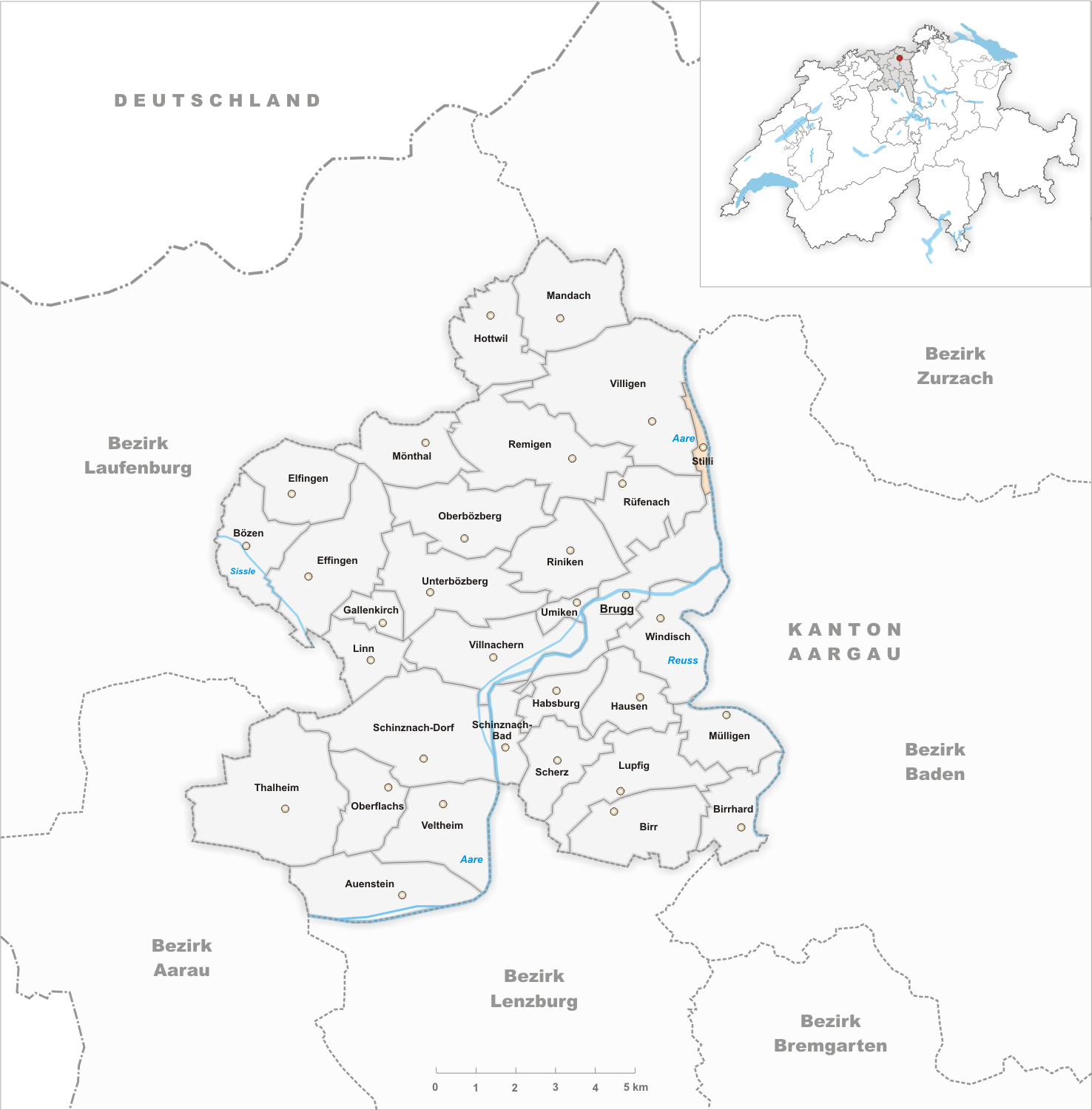
Il territorio del comune di Stilli prima degli accorpamenti comunali del 2006

Già comune autonomo, nel 2016 è stato aggregato a Villigen.

## Società

### Evoluzione demografica
L'evoluzione demografica è riportata nella seguente tabella:
Abitanti censiti

## Amministrazione
Ogni famiglia originaria del luogo fa parte del cosiddetto comune patriziale e ha la responsabilità della manutenzione di ogni bene ricadente all'interno dei confini del comune.